# Superliga Brasileira de Voleibol Masculino de 1997–98
A Superliga Brasileira de Voleibol de 1997-98 foi um torneio realizado a partir do final de 1997 até 19 de Abril de 1998 por doze equipes representando cinco estados.Foi a quarta edição desta competição.

## Participantes
1º de Maio, São Paulo/SP

 Banespa, São Paulo/SP

 Fluminense, Rio de Janeiro/RJ

 Maringá, Maringá/PR

 Minas, Belo Horizonte/MG

 Náutico, Araraquara/SP

 Olympikus, Rio de Janeiro/RJ

 Palmeiras, São Paulo/SP

 São Caetano, São Caetano do Sul/SP

 Suzano, Suzano/SP

 Ulbra, Canoas/RS

 Unincor, Três Corações/MG

## Regulamento
- Fase Classificatória:A primeira fase da Superliga foi realizada com a participação de doze equipes. A competição foi dividida em três fases. Na primeira, as equipes jogaram entre si, em turno e returno, realizando 22 partidas cada uma.

- Segunda Fase:As oito melhores colocadas avançaram à segunda fase,onde voltaram a se enfrentar entre si apenas em um turno,totalizando 7 jogos,com vantagem de um mando a mais para os melhores classificados da primeira fase.Ao final da fase,as quatro melhores equipes avançaram para as semifinais.

- Playoffs:As quatro melhores colocadas avançaram às semifinais(melhor de três jogos), e os dois times vencedores disputaram o título na final, em uma série melhor de cinco jogos.